# Chenuala heliaspis
Genre
Espèce
Chenuala heliaspis est une espèce de lépidoptères (papillons) de la famille des Anthelidae, originaire d'Australie. Elle est l'unique représentante du genre monotypique Chenuala.
L'imago a une envergure de 6 cm pour le mâle, 7 pour la femelle.
La chenille se nourrit de feuilles d'eucalyptus, d'acacias et de pins.

## Photographies

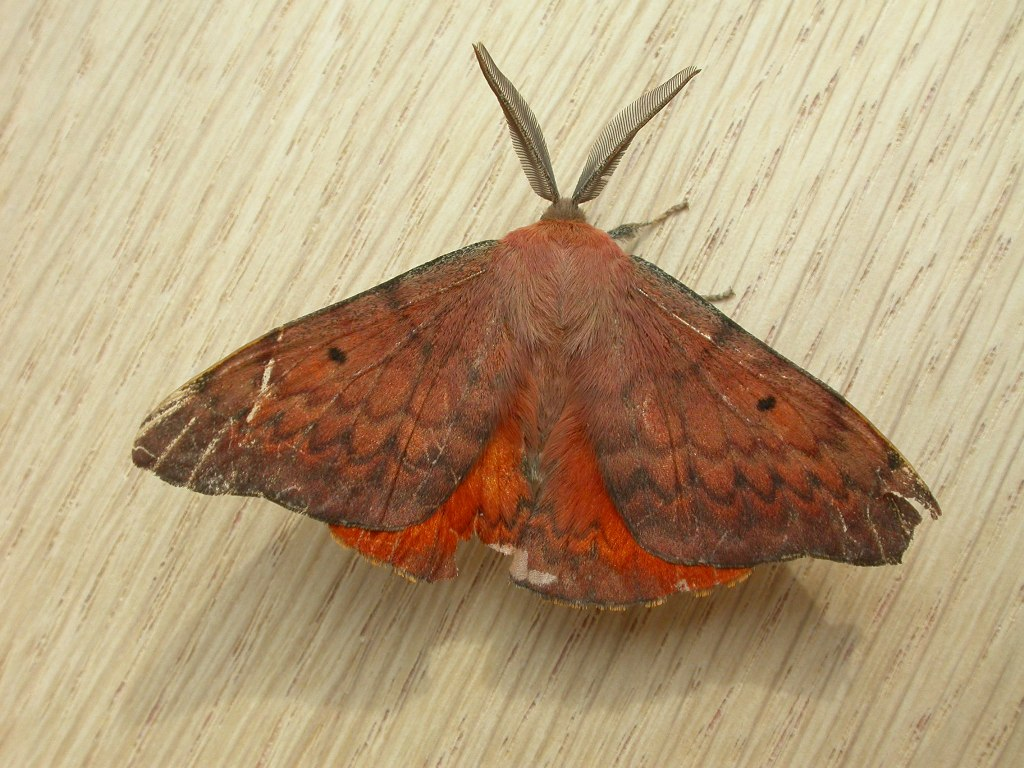
Mâle
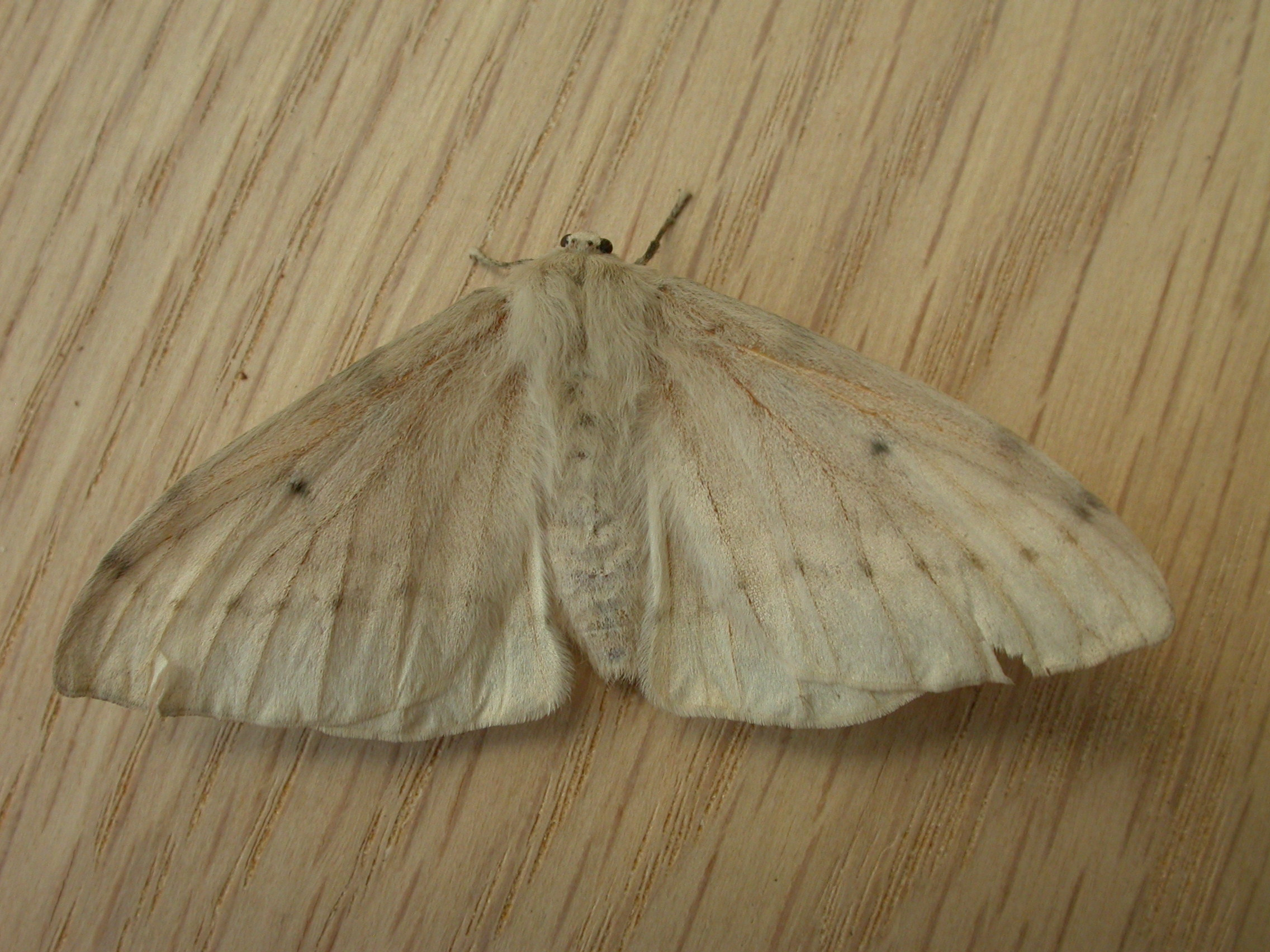
Femelle
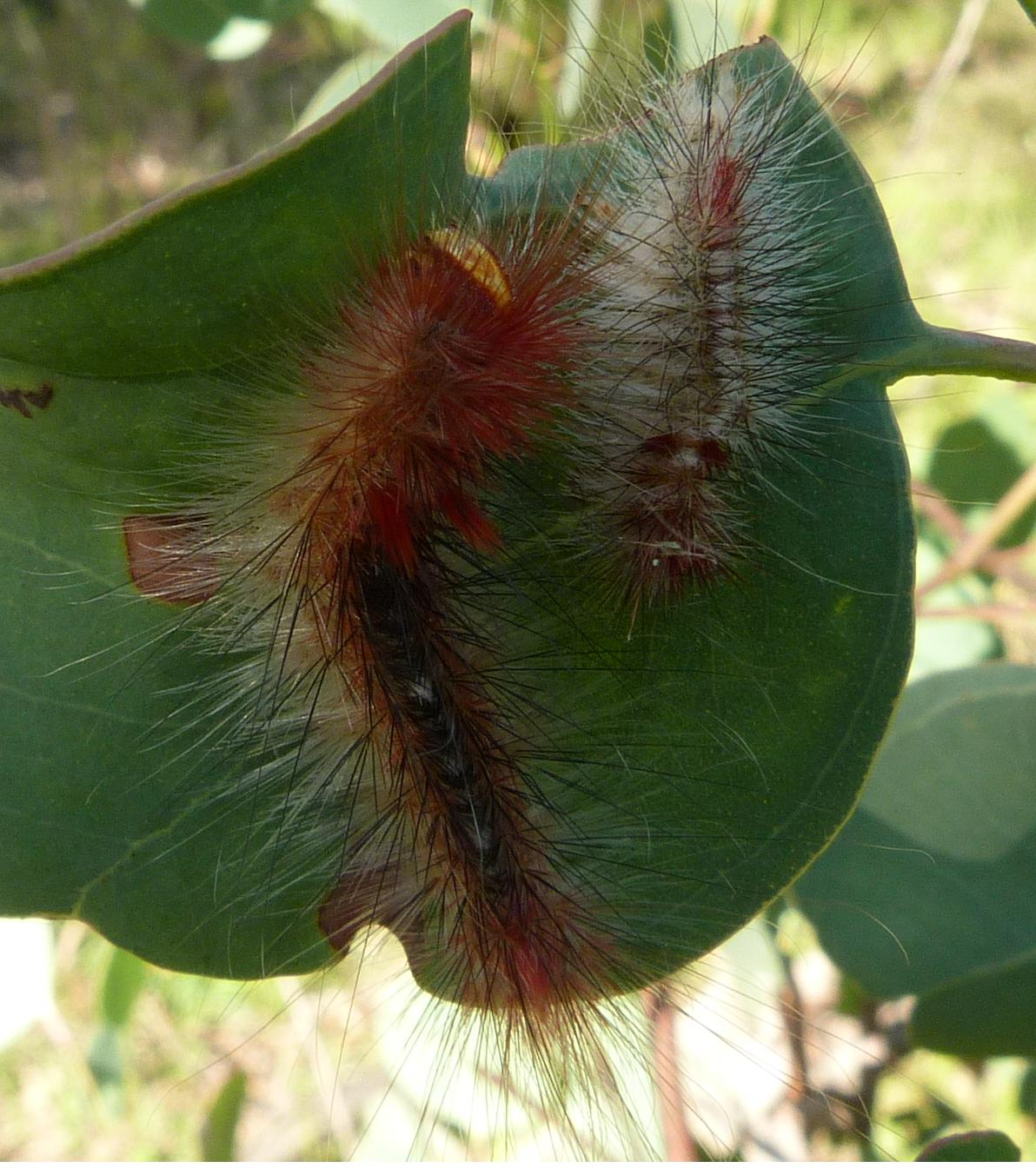
Chenille